# Первое общество железно-конных дорог
Первое общество железно-конных дорог — акционерное общество, осуществлявшее развитие общественного транспорта в дореволюционной Москве. Развивало и обслуживало городскую сеть конки. Первым запустило трамвайную линию в Москве.

## История
До 1872 года общественный транспорт Москвы был представлен только «линейками» — пассажирскими повозками на колесах или санях, ходивших по определенным маршрутам. В 1872 году к Политехнической выставке в Москве была запущена первая линия конки. Она была временной и соединяла площадь Иверских ворот с Брестским (в наше время Белорусским) вокзалом. Тогда же Городская дума утвердила план развития конно-железных дорог. Право на выполнение этих работ получила компания, созданная А. С. Уваровым, В. К. Делла-Восом и Н. Ф. Крузе.
1 сентября 1874 года была запущена Петровская линия конки. Она шла от Иверской часовни до Петровского парка через Страстную площадь и Тверскую заставу. Некоторые участки первой, временной сети были реконструированы и включены в постоянную.
Для эксплуатации созданной сети в 1875 году граф Уваров с группой единомышленников создал Первое общество железно-конных дорог с уставным капиталом 1 миллион рублей. Устав Общества был утвержден 17 января 1875 года. В 1876 году Общество обладало сетью длиной в 27 верст. По маршруту курсировали 82 вагона, обслуживавшиеся в трех депо-конюшнях. В течение четырех лет сеть была увеличена до 33 верст, а к 1891 году — до 45. Только за 1875 год по линиям Общества было перевезено 8 миллионов пассажиров.
В 1885 году на средства западного капитала было создано «Второе (Бельгийское) Общество конно-железных дорог». Руководство этого общества также развивало собственную сеть, и вскоре в Москве появилось две независимых сети железно-конных дорог.
В 1898—1899 годах были электрифицированы три опытные линии Общества.
В 1899 году по загородной Долгоруковской линии был впервые в Москве пущен трамвай.
«Русские ведомости» от 6 февраля 1899 года писали:

 «4 февраля, около двух часов пополудни, были произведены первые опыты электрической тяги вагонов. Опыты производились администрацией Общества конно-железных дорог в присутствии председателя правления Общества Н. М. Перепелкина и особой специальной комиссии, назначенной московским обер-полицмейстером.

Местом первых поездок с помощью электрической тяги был небольшой двухпутный, длиной 400 саженей, участок Бутырки-Башиловка, идущий от Бутырской заставы и до электрической станции Общества конно-железных дорог. Опыты в общем дали удовлетворительные результаты. Небольшой вагон, в котором поместились члены комиссии и администрация Общества, двигался вперед и взад с различной скоростью, доходившей до 25-ти верст в час. Пробы быстрых остановок на полном ходу вагона удались вполне. Электрической энергии, передаваемой с помощью воздушных проводов, оказалось более нежели достаточно».

В 1912 году в Москве было прекращено использование конок. Основным маршрутным транспортом города остался трамвай.
После 1917 года Общество было национализировано.

## Маршрутные линии Общества
На 1891 год Первое общество железно-конных дорог построило и эксплуатировало следующие линии:
- Петровская линия (Воскресенская пл. — Страстной монастырь — Смоленская станция — Петровский дворец) длиной в 6,65 км
- Нижегородско-Страстная (Покровская застава — Таганская пл. — Ильинские ворота Страстной монастырь) длиной в 6,73 км
- Покровская (Ильинские ворота — Земляной вал — Гавриков пер. — Введенская пл.) длиной в 7,47 км
- Богородская (село Богородское — Сокольники — Рязанский вокзал — Земляной вал — Ильинские ворота) длиной в 9,88 км
- Сокольничья (Сокольники — Рязанский вокзал — Сухарева башня — Сретенка — Ильинские ворота) длиной в 6,51 км
- Курская (Ильинские ворота — Землянка — Рогожская застава) длиной в 3,43 км
- Бульварная (Страстной монастырь — Арбатская пл.) длиной в 1,30 км
- Арбатская (Ново-Девичий монастырь — Народное гулянье — Смоленский рынок — Арбатские ворота — Ильинские ворота) длиной в 6,63 км
- Замоскворецкая (Ильинские ворота — Болотная пл. — Серпуховские ворота — Калужские ворота) длиной в 4,70 км
- Никитская (Ильинские ворота — Никитские ворота — Пресненская застава) длиной в 4,56 км
- Дорогомиловская (Смоленский рынок- Бородинский мост- Б.Дорогомиловская ул. — Дорогомиловская застава) длиной в 4,72 км[3].